# Soepgroente
Soepgroente is de verzamelnaam voor de groenten die in soep worden gebruikt.
Soepgroente bestaat uit fijngesneden of julienne gesneden groenten, zoals: prei, ui, koolsoorten en peentjes.
De soep van een bepaalde groente, bijvoorbeeld tomaten- of aspergesoep, bevat daarnaast vaak soepgroente. De soep waar geen groente in zit wordt bouillon genoemd.
Soep met uitsluitend soepgroente heet groentesoep.

## Selderie
In Suriname wordt selderie soepgroente genoemd.
Ook in België hoort selderie bij de soepgroenten.

## Trivia
Een goedkope en voedzame maaltijd maakt men van macaroni met een zakje soepgroenten, waar men desgewenst vleeswaren, geraspte kaas of een blikje vis aan kan toevoegen.